# Kill Van Kull

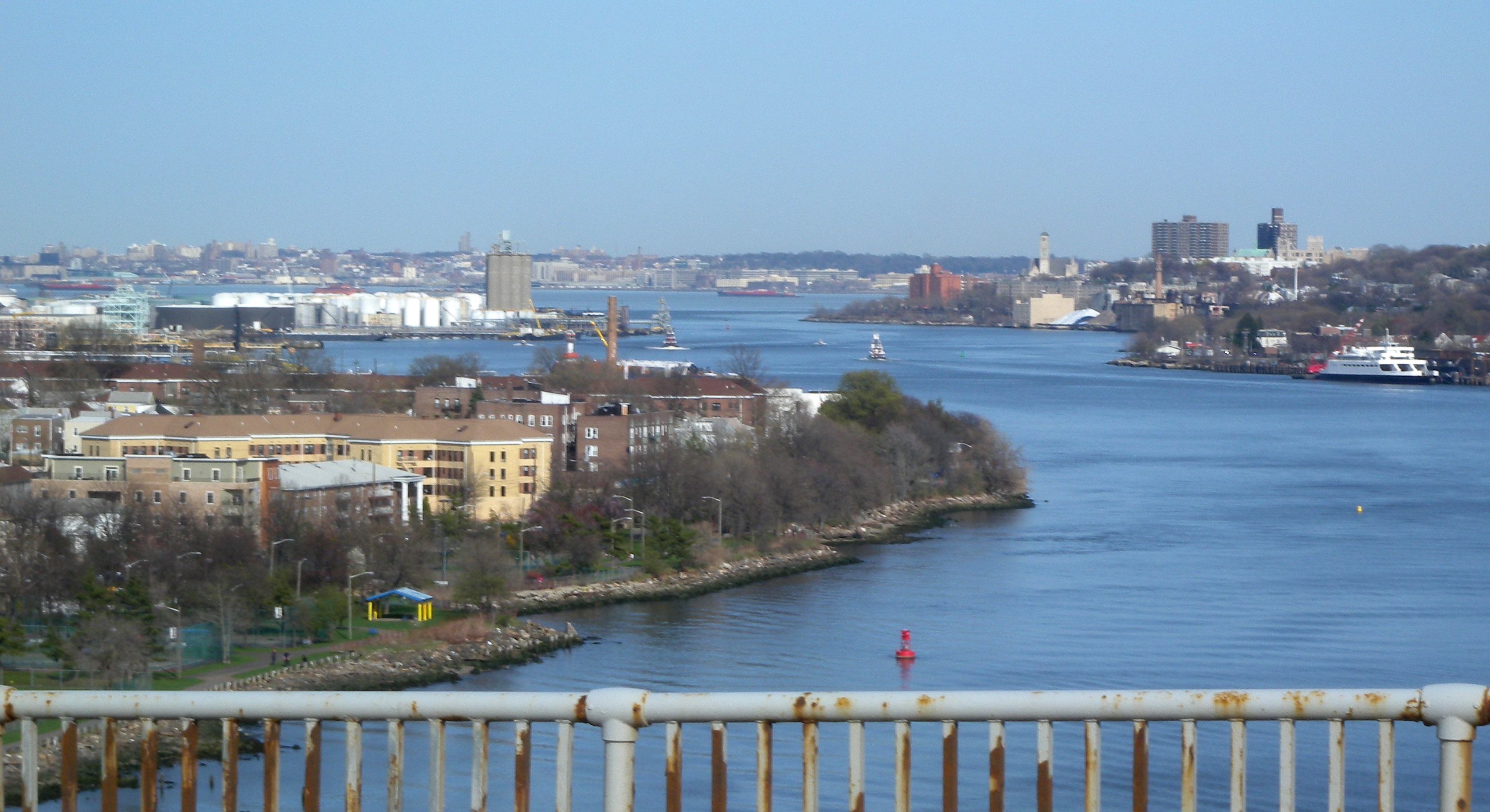
Kill Van Kull sett från Bayonne Bridge.

Kill Van Kull är ett omkring 5 kilometer långt och 300 meter brett sund på USA:s östkust och skiljer ön Staten Island från halvön Bergen Neck på fastlandet. På sundets norra sida ligger staden Bayonne i Hudson County, New Jersey och sydsidan på Staten Island är del av staden New York och delstaten New York. Städerna sammanbinds av Bayonne Bridge.
Kill Van Kull är en starkt trafikerad farled i New York och New Jerseys hamn, för containerfartyg till Newark–Elizabeths hamnterminal, och sammanbinder Upper New York Bay med Newark Bay.